# Einsatzkommando Cobra

Einheitsabzeichen des Einsatzkommandos Cobra

Das Einsatzkommando Cobra (kurz EKO Cobra; umgangssprachlich auch nur die Cobra) ist die wichtigste polizeiliche Sondereinheit in Österreich. Sie ist Teil der Direktion für Spezialeinheiten, die der Generaldirektion für die öffentliche Sicherheit beim Bundesministerium für Inneres direkt unterstellt ist. Rechtsgrundlage für das Bestehen des EKO Cobra bildet die Sondereinheiten-Verordnung des Bundesministeriums für Inneres, mit der die Bestimmungen des Sicherheitspolizeigesetzes umgesetzt werden.
Die Sondereinheit hat ihren Hauptsitz und Ausbildungs- und Übungseinrichtungen in Wiener Neustadt. Daneben befinden sich Cobra-Standorte auch in der Bundeshauptstadt Wien, in Graz, Linz und Innsbruck sowie weitere Außenstellen in Salzburg, Klagenfurt und Feldkirch.
Dem Einsatzkommando gehören etwa 670 Personen (Stand 2013) an, darunter auch zwei Frauen. Die Gesamtzahl der Einsätze des EKO Cobra im Jahr 2009 belief sich auf etwa 3700. Von der Schusswaffe wurde im selben Zeitraum nur viermal Gebrauch gemacht: einmal als Schreckschuss und dreimal, um bei Bränden die Explosion von Gasflaschen zu verhindern, indem diese durch einen Schuss perforiert wurden. Gezielte Schüsse auf Personen durch Beamte des EKO Cobra gab es demnach 2009 keine. Im Jahr 2018 wurden von der Sondereinheit unter anderem 911 operative Täterlagen, 1838 Personenschutzeinsätze sowie mehrere tausend Flugsicherungen durchgeführt.

## Auftrag

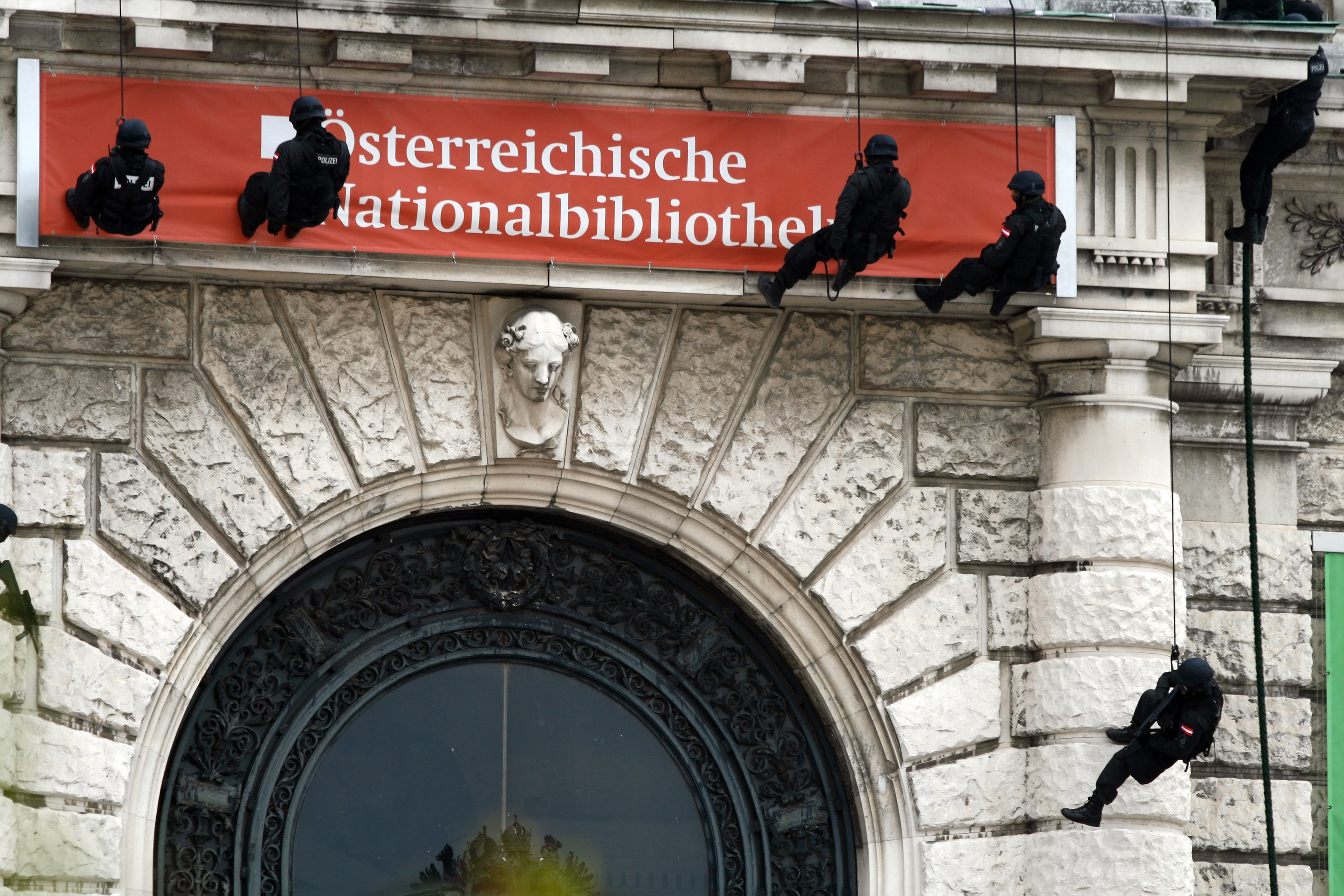
Beamte des EKO Cobra bei einer Abseil-Vorführung

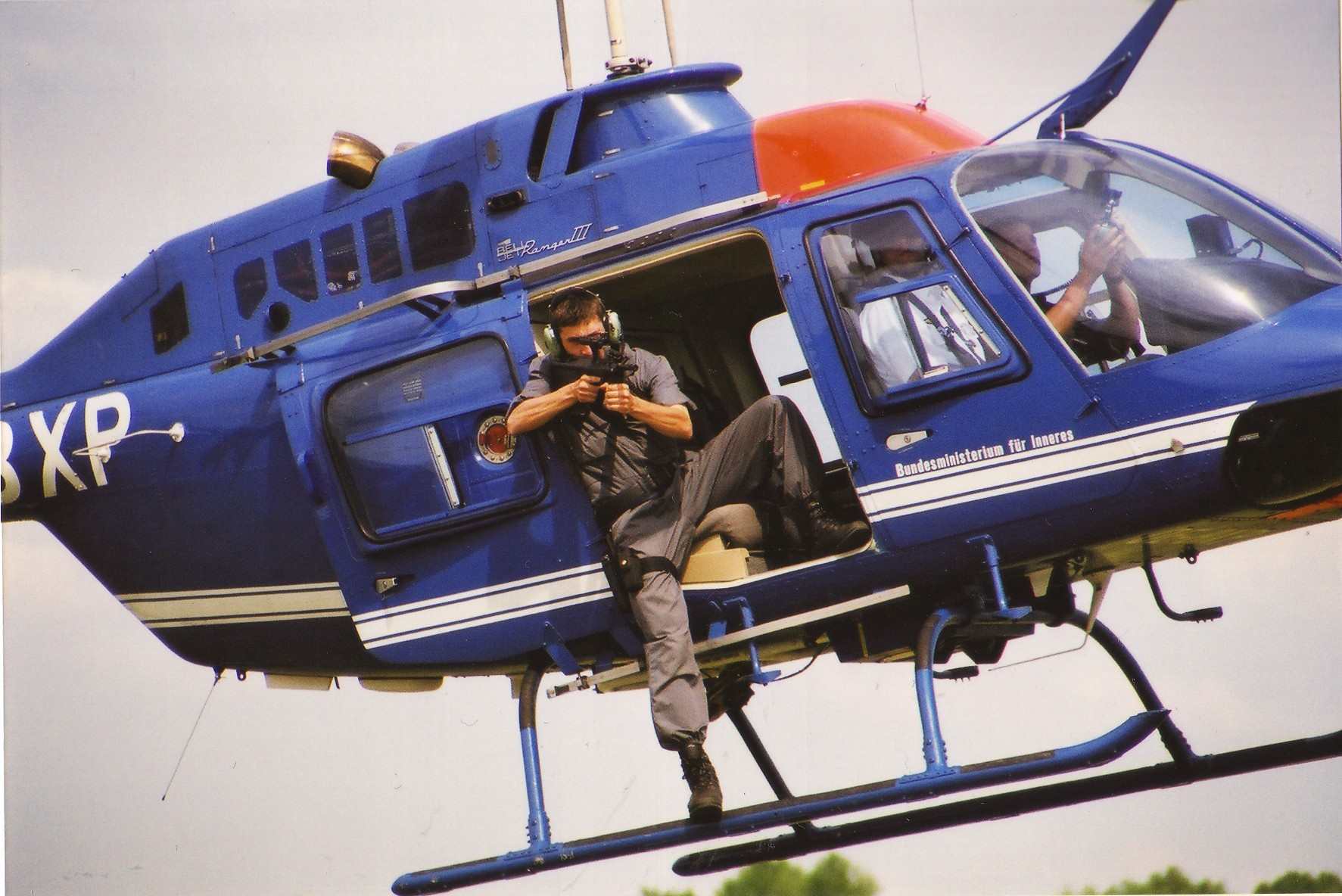
Einsatz mit einem Helikopter der österreichischen Flugpolizei

Das EKO Cobra ist als Sondereinheit für Einsätze mit erhöhtem bis sehr hohem Gefährdungsgrad zuständig. Dazu zählen insbesondere bewaffnete Geiselnahmen, Einsätze zur Festnahme von gefährlichen Gewalttätern sowie gegen die organisierte Kriminalität. Auch Operationen zur Bekämpfung von Terrorismus auf österreichischem Staatsgebiet gehören zum Aufgabengebiet des Einsatzkommandos.
Daneben stehen auch weniger operative Einsätze, wie etwa der Personenschutz hochrangiger Politiker und sonstiger gefährdeter Personen und Einrichtungen, im Einsatzprogramm des EKO Cobra. Außerdem versehen EKO-Cobra-Beamte unter der Bezeichnung „Air-Marshals“ Sicherungs- und Begleitdienste an Bord von Flugzeugen österreichischer Fluglinien. Auch die Bewachung von Geldtransporten der Österreichischen Nationalbank fällt dem EKO Cobra zu.

„Dem EKO Cobra obliegt es, in unmittelbarer Unterstellung unter den Generaldirektor für die öffentliche Sicherheit schwerpunktmäßig
1. gefährlichen Angriffen ein Ende zu setzen, wenn wegen der hiefür gegen Menschen oder Sachen allenfalls erforderlichen Zwangsgewalt besonders geübte Organe des öffentlichen Sicherheitsdienstes mit besonderer Ausbildung benötigt werden und solche Organe auf lokaler oder regionaler Ebene nicht oder nicht ausreichend zur Verfügung stehen;
2. den vorbeugenden Schutz gemäß § 22 Abs. 1 Z 2 und 3 SPG bei erhöhter Gefährdungslage sicherzustellen;
3. den Sicherheitsdienst an Bord österreichischer Zivilluftfahrzeuge sowie im Rahmen diplomatischer Missionen auszuüben.“

Diese Funktionen wurden im Jahr 1993 vom Bundesministerium für Inneres im § 5 der Sondereinheiten-Verordnung als Ergänzung des bestehenden Sicherheitspolizeigesetzes festgelegt. Die im Punkt 2 genannten Ziffern 2 und 3 des § 22 Abs. 1 SPG behandeln den vorbeugenden Schutz von Rechtsgütern, konkret in Ziffer 2 den Schutz von verfassungsmäßigen Einrichtungen und deren Handlungsfähigkeit und in Ziffer 3 den Schutz von Vertretern ausländischer Staaten, internationaler Organisationen und anderer Völkerrechtssubjekte. Bei erhöhter Gefährdungslage ist das EKO Cobra damit beispielsweise auch für den Schutz der Bundesregierung, der Landesregierungen, des National- und Bundesrats, des Verfassungsgerichtshofs und von ausländischen Diplomaten zuständig.

## Interne Organisation

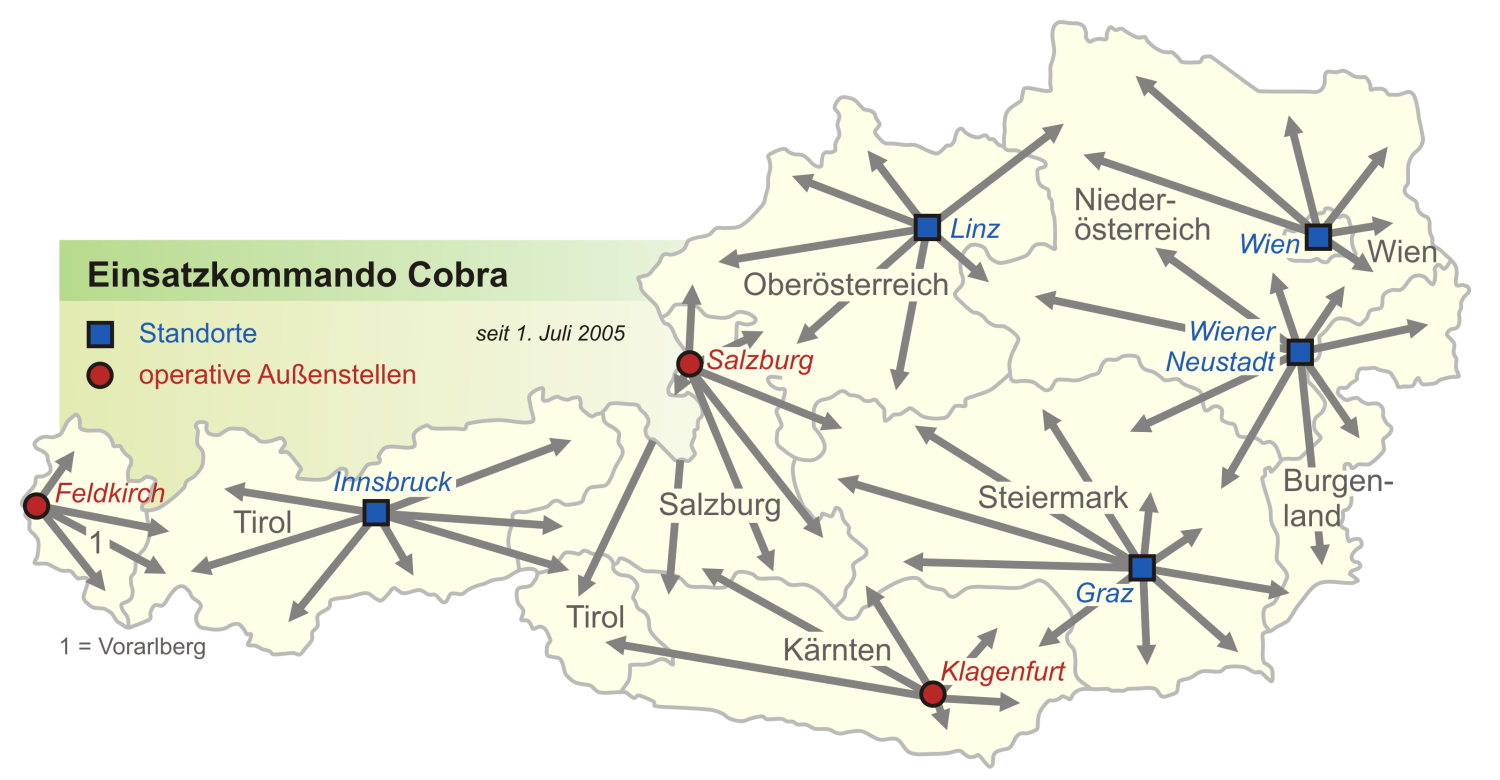
Standorte und Einsatzgebiet des EKO Cobra

Seit dem 1. Juni 2013 ist das Einsatzkommando Cobra als Teil der Organisationseinheit Einsatzkommando Cobra / Direktion für Spezialeinheiten (EKO Cobra/DSE) direkt der Generaldirektion für die öffentliche Sicherheit unterstellt. Das Einsatzkommando Cobra hat ebenso wie die DSE seinen Hauptsitz und die so genannte Stabsstelle in Wiener Neustadt. Dort werden sämtliche administrativen Aufgaben für die Sondereinheit bundesweit bearbeitet sowie neue Cobra-Mitglieder ausgebildet. Daneben existieren noch vier weitere Standorte in Wien, Graz, Linz und Innsbruck, wobei den drei letzten noch die operativen Außenstellen Klagenfurt, Salzburg und Feldkirch angeschlossen sind. Das Burgenland, das als einziges Bundesland über keinen eigenen Cobra-Standort verfügt, wird hauptsächlich von der Zentrale in Wiener Neustadt und im Südburgenland auch teilweise vom Standort Graz aus operativ abgedeckt.
An jedem Standort sind generell vier Einsatzmodule (also voll einsatzfähige Einsatzteams) stationiert, an den Außenstellen sind es jeweils zwei Einsatzmodule. Die Regionalisierung hat für das Einsatzkommando Cobra vor allem personelle Vorteile. Die Fluktuation der ca. 450 Personen starken Einheit senkte sich von 20 % auf 5 % p. a. Zusätzlich konnte das Ziel erreicht werden, innerhalb von 70 Minuten nach der Alarmierung ein Cobrateam an jedem Punkt Österreichs zum Einsatz bringen zu können.

## Geschichte

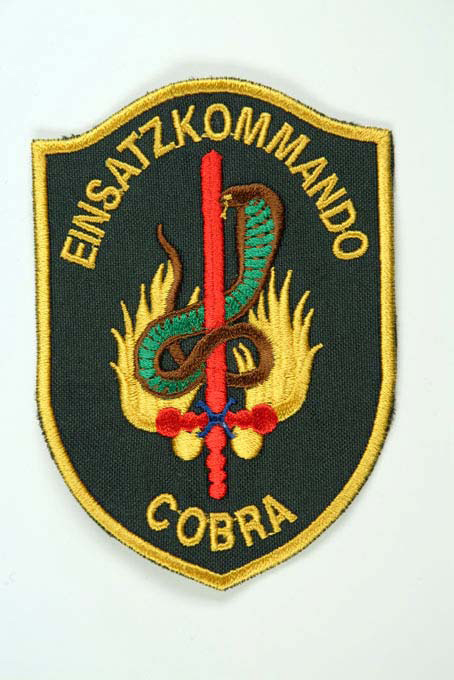
Historisches Abzeichen des Einsatzkommando Cobra

### Gendarmeriekommando Bad Vöslau
Im Jahr 1972 begannen Beamte der Verkehrsabteilung des Landesgendarmeriekommandos Niederösterreich mit dem Schutz der aus der UdSSR anreisenden jüdischen Emigranten vom Wiener Ostbahnhof über das Emigrantenlager im Schloss Schönau im Bezirk Baden bis zum Abflug mit der Fluglinie El Al vom Flughafen Wien-Schwechat Richtung Israel.
Die steigende Zahl der Emigranten veranlasste die Generaldirektion für die öffentliche Sicherheit per 1. Mai 1973 mit der Aufstellung einer kleinen Sondereinheit, dem Gendarmeriekommando Bad Vöslau, dessen ausschließliche Aufgabe es sein sollte, die Transporte und das Emigrantenlager zu sichern.
War Österreich bis dahin vom Terror verschont geblieben, versetzte die – unblutig endende – Geiselnahme in Marchegg durch zwei schwerbewaffnete palästinensische Terroristen der Terrororganisation „as-Sa'iqa“ (Adler der Revolution) am 28. September 1973 am Grenzbahnhof Marchegg der Nation und den verantwortlichen Behörden einen Schock. Als Folge wurde die Sicherung bis an die Grenzbahnhöfe Marchegg und Hohenau ausgedehnt. Die damit verbundene Personalaufstockung machte die vorübergehende Übersiedelung in das Schloss Schönau notwendig, die am 18. Dezember 1973 erfolgte.

### Gendarmeriebegleitkommando Wien
Am 1. September 1974 übersiedelte das nunmehrige Gendarmeriebegleitkommando Wien von Schönau in die Burstyn-Kaserne des Bundesheeres nach Zwölfaxing und wurde ab diesem Zeitpunkt direkt der Generaldirektion für die öffentliche Sicherheit im Bundesministerium für Inneres unterstellt.
Hauptaufgabe war im Wesentlichen die Begleitung der aus der UdSSR von Marchegg und Hohenau kommenden Züge nach Wien sowie gelegentliche Sicherungsaufgaben auf dem Flughafen Wien-Schwechat.

### Gendarmerieeinsatzkommando „Cobra“

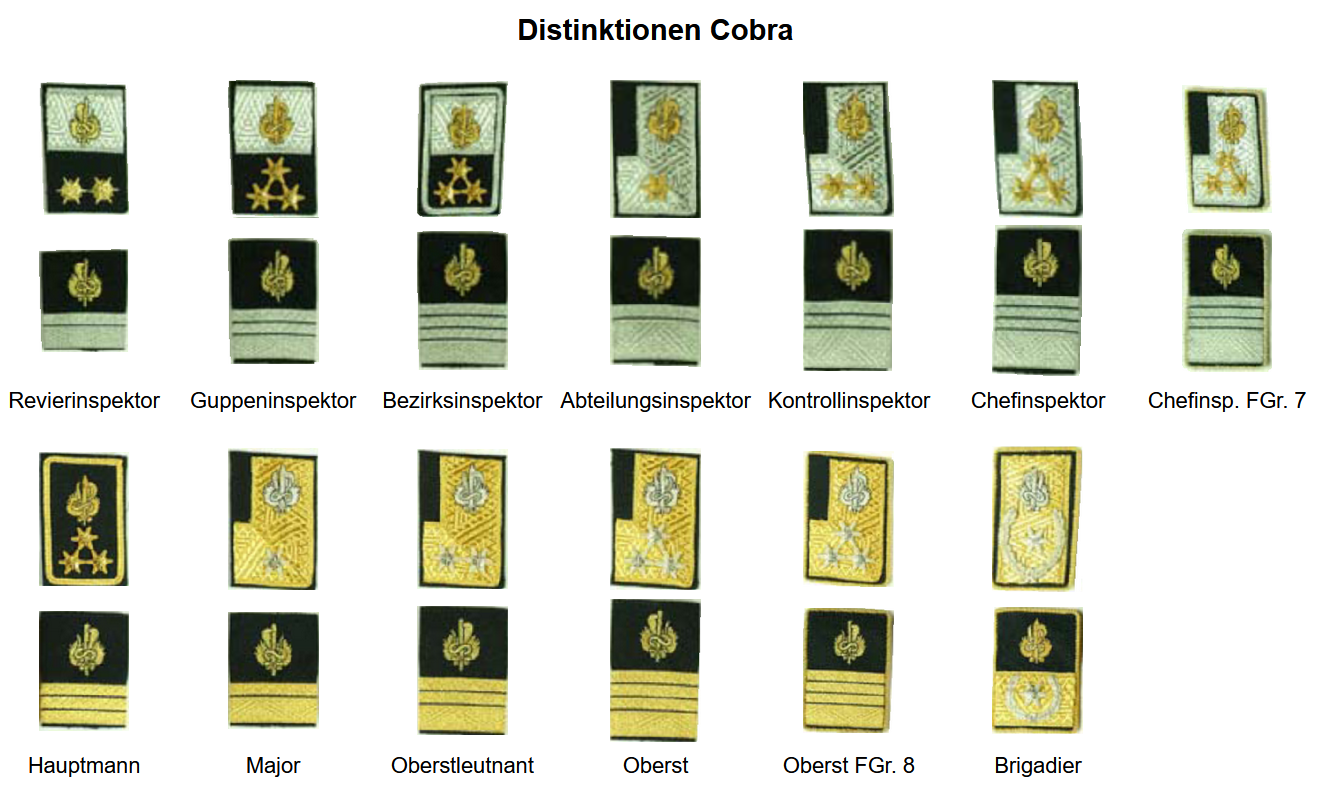
Historische Dienstgradabzeichen des EKO Cobra

Die Entführung und anschließende Ermordung des deutschen Arbeitgeberpräsidenten Hanns Martin Schleyer durch die Rote Armee Fraktion im Herbst 1977 sowie die damit verbundene Entführung der Lufthansa-Maschine „Landshut“ nach Mogadischu gab der Regierung und dem damaligen Innenminister Erwin Lanc den Anstoß zur Vorlage einer umfassenden Konzeption.
Die bereits vom Gendarmeriebegleitkommando Wien getroffenen Maßnahmen sollten verstärkt werden mit der Schaffung des Gendarmerieeinsatzkommandos (GEK) mit einem Personalstand von anfänglich 127 Beamten. Das Gendarmerieeinsatzkommando wurde mit 1. Jänner 1978 offiziell installiert und bezog am 14. Februar 1978 wiederum das Schloss Schönau.
Seinen ersten Einsatz mit Geisellage hatte das GEK am 16. Juni 1980 in Graz. Der 35-jährige Josef L. war mit einem Gewehr bewaffnet in die Ordination eines Hautarztes eingedrungen und hatte 23 Geiseln genommen. Da der Täter wirre und zum Teil nicht erfüllbare Forderungen stellte (Verhandlungen mit dem jugoslawischen Generalkonsul, Interview mit Kamerateams aus acht Nationen usw.) setzte die Polizei auf „Hinhaltetaktik“, um den Geiselnehmer zu ermüden. Am nächsten Tag versuchten zwei Geiseln im Alleingang den Täter zu überwältigen, wurden von diesem jedoch abgewehrt, worauf er einen Schuss abfeuerte und eine Geisel verletzte. Daraufhin stürmte das GEK die Ordination und erschoss den Täter. Bei diesem Einsatz wurden auch erste Mängel der Einheit festgestellt. Unter anderem funkten die Grazer Polizei und das GEK auf verschiedenen Frequenzen. Zudem hat es Stunden gebraucht, um ein Nachtfernglas zu erlangen.
Am 26. November 1987 starb ein 22-jähriger GEK-Beamter während eines Überwachungsdienstes in Schönau, als er versehentlich von einem Kollegen erschossen wurde, der unsachgemäß mit seiner Waffe hantiert hatte.
In Würdigung der Leistungen und Methoden der Beamten verliehen Journalisten dem GEK den Beinamen Cobra in Anlehnung an die Fernsehserie Kobra, übernehmen Sie. Die rasche umgangssprachliche Verwendung von „Cobra“ als Synonym für das GEK führte zur baldigen Aufnahme einer Kobra-Abbildung in das Einheitsabzeichen.
Personelle und technische Anforderungen führten zum Neubau einer Ausbildungs- und Einsatzzentrale in Wiener Neustadt, die am Nationalfeiertag 1992 offiziell in Betrieb genommen wurde.
Die Cobra ist nach wie vor die einzige Antiterroreinheit der Welt, die eine Flugzeugentführung noch in der Luft beendet hat. Am 17. Oktober 1996 waren vier Gendarmen des GEK an Bord einer Tupolew Tu-154 der russischen Fluglinie Aeroflot auf ihrem Flug von Malta nach Lagos, um Schubhäftlinge bei der Abschiebung in ihre Heimat zu begleiten, als ein Nigerianer die Cockpit-Crew mit einem Fallmesser bedrohte und verlangte, nicht nach Nigeria, sondern nach Südafrika oder Deutschland zu fliegen. Die vier mit Spezialwaffen und -handschuhen ausgestatteten Spezialisten des österreichischen Gendarmerieeinsatzkommandos überwältigten den Täter noch während des Fluges. Der Entführer wurde nach der Landung von den Gendarmen gefesselt an die Behörden übergeben. Die Beamten erhielten daraufhin auch einen Orden vom damaligen Ministerpräsidenten und späteren russischen Präsidenten Wladimir Putin.
Am 14. November 1996 beendete das GEK zum ersten und bisher einzigen Mal eine Geiselnahme in einem Gefängnis. Drei in der Justizanstalt Graz-Karlau inhaftierte Schwerverbrecher hatten zwei Justizbeamte schwer verletzt, drei Frauen als Geiseln genommen und einen Hubschrauber gefordert. Nach neunstündigen Verhandlungen gelang es den Beamten des Gendarmerieeinsatzkommandos, die Täter zu überwältigen und die Geiseln zu befreien.
Am 7. August 1997 ertrank der 29-jährige GEK-Beamte Harald Ripfl während einer Tauchübung in einem Schwimmbecken.
Laut Medienangaben hatte das damalige GEK 3000 Einsätze pro Jahr, zu GEK-Zeiten ist davon jedoch meist nichts an die Öffentlichkeit gedrungen, erst mit der Umgliederung zum EKO Cobra ist eine verstärkte mediale Präsenz der Einheit zu bemerken.

### Einsatzkommando Cobra

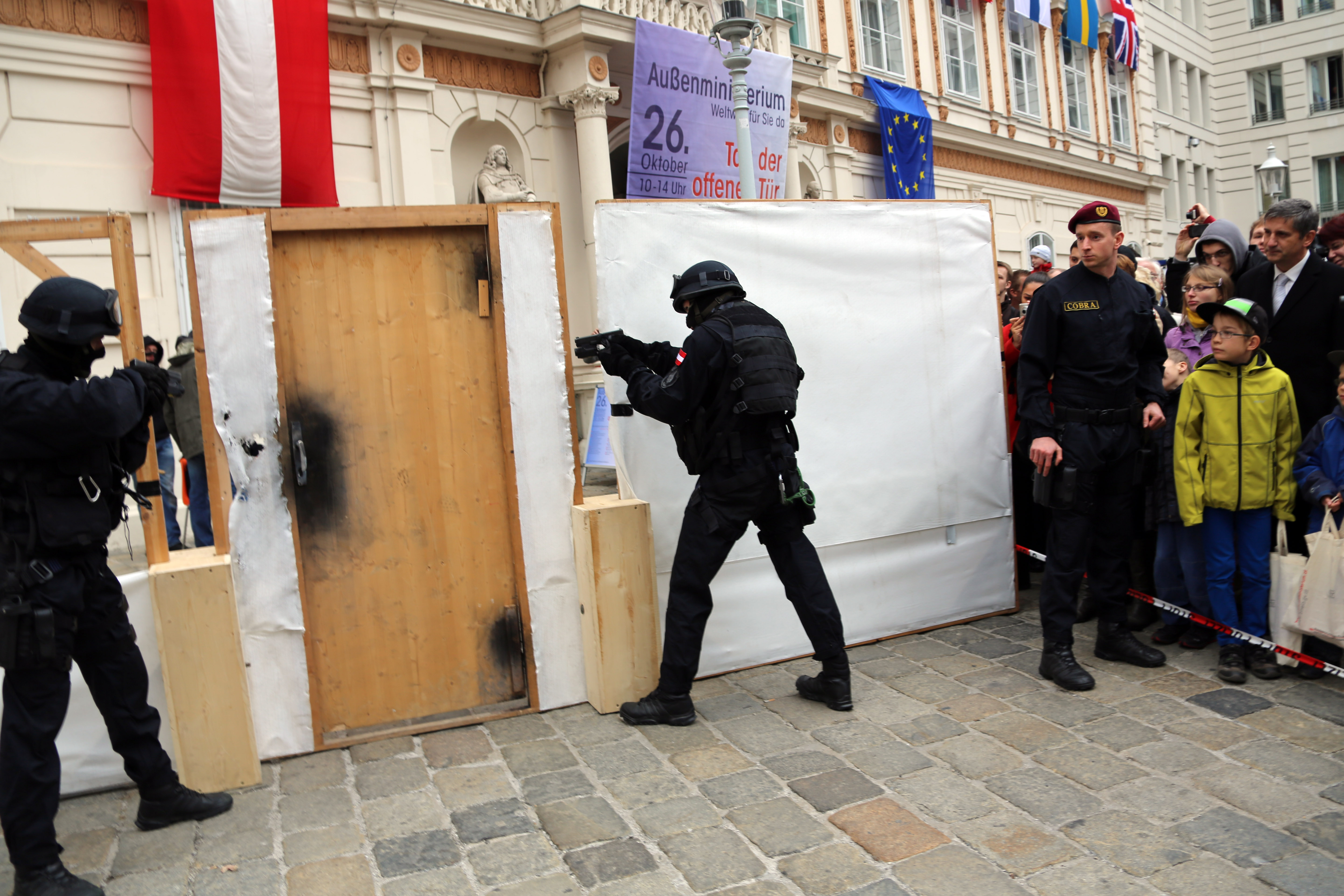
Einsatzvorführung des EKO Cobra am Nationalfeiertag 2012

Nach den Terroranschlägen des 11. September 2001 erfolgte eine weltweite Evaluierung bestehender Sicherheitsmaßnahmen. Die von Innenminister Ernst Strasser eingesetzte Arbeitsgruppe kam zum Ergebnis, dass trotz der damals bestehenden 23 Sondereinheiten der österreichischen Sicherheitsexekutive eine Reihe von Unzulänglichkeiten bestanden. Dazu zählten unter anderem die zu langen Anfahrtswege für das GEK, die vielen verschiedenen und dezentral organisierten Führungsebenen, die begrenzte örtliche Zuständigkeit der einzelnen Einheiten sowie das Fehlen einer durchgehenden Fallbearbeitungskompetenz für das MEK beziehungsweise die SEG.
Die beschlossene Reform des Sondereinheiten-Systems sah die Integration der Mobilen Einsatzkommanden und der Sondereinsatzgruppen in das bestehende Gendarmerieeinsatzkommando vor. Diese neu gebildete gesamtösterreichische Sondereinheit wurde unter dem Namen Einsatzkommando Cobra eingerichtet. Zunächst wurden vier Standorte und drei Außenstellen etabliert. Per 1. Juli 2002 wurden die Standorte Wiener Neustadt, Graz, Linz und Innsbruck installiert. Die Außenstellen Salzburg, Klagenfurt und Feldkirch folgten am 1. Jänner 2003. Mit 1. Juli 2005 wurde der Standort Wien in der Rossauer Kaserne, unter Einbindung der bisherigen Kräfte des Polizeieinsatzkommandos (PEK) der WEGA, installiert.
Am 14. Juli 2004 verhafteten Beamte des EKO Cobra auf der Südautobahn in der Steiermark einen der gefährlichsten Mafia-Paten der Türkei. Der bereits mit internationalem Haftbefehl gesuchte Alaettin C., der mindestens sieben Morde sowie unzählige Raubüberfälle und Betrügereien in Auftrag gegeben haben soll, befand sich auf dem Weg zu einem Urlaub in Kärnten und war von seiner Festnahme so überrascht, dass er trotz mitgeführter falscher Papiere sofort seine wahre Identität offenbarte und keinen Widerstand leistete.
Im Zuge des Libanonkrieges wurden von fünf Beamten des Einsatzkommandos Cobra zwischen 15. Juli und 23. Juli 2006 zahlreiche Österreicher, Angehörige anderer EU-Staaten und anderer Länder aus dem Libanon über Syrien evakuiert.
Am 21. Oktober 2008 stürzte ein von Haßfurt in Richtung Ungarn fliegendes Leichtflugzeug Corvus Phantom mit zwei Insassen auf das Dach der EKO-Cobra-Zentrale in Wiener Neustadt, nachdem der Pilot auf der Suche nach einem Notlandeplatz die Befeuerung des Funkmastes mit den Lichtern des nahe gelegenen militärischen Flugplatzes Wiener Neustadt/West verwechselt hatte. Das Gebäude des EKO Cobra wurde dabei durch den Aufprall und den nachfolgenden Brand im Dachbereich schwer beschädigt. Während beide Flugzeuginsassen ums Leben kamen, hatte das Einsatzkommando keine Opfer zu beklagen.

### Das EKO Cobra als Teil der DSE
Seit dem 1. April 2013 ist das Einsatzkommando Cobra Teil der Direktion für Spezialeinheiten (DSE). In dieser wurden die bisher in Österreich bestehenden bundesweit arbeitenden Spezialkräfte der Polizei, nämlich die überregional agierenden Observationseinheiten (OBS), der Entschärfungsdienst (ESD), der Operative Personenschutz (PS) und die Observationstechnik zusammengeführt. Die EKO Cobra/DSE hat ihren Sitz am Stammsitz des Einsatzkommandos in Wiener Neustadt und ist direkt dem Generaldirektor für die öffentliche Sicherheit unterstellt.
Am 17. September 2013 erschoss beim Mehrfachmord in Annaberg ein Wilderer einen Beamten des EKO Cobra. In weiterer Folge wurden ein zu Hilfe kommender Rettungssanitäter und zwei weitere Polizeibeamte ermordet. Bei der anschließenden Stürmung und gesicherten Durchsuchung des Bauernhofes in Großpriel, in dem sich der Täter verschanzte, wurden Panzerfahrzeuge des Bundesheeres und ein gepanzertes Spezialfahrzeug der WEGA eingesetzt.
Im November 2014 führten unter anderem auch Beamte des EKO Cobra im Zuge der Operation Palmyra Großrazzien in ganz Österreich gegen radikale Islamisten in insgesamt über 40 Wohnungen und Gebetsräumen durch. Dabei wurden 13 Verdächtige, unter ihnen auch mutmaßlich führende Personen im Finanzierungsnetzwerk der Terrorgruppe Islamischer Staat, festgenommen. Mehr als 900 Polizeibeamte waren österreichweit bei dieser größten Antiterroroperation des Bundesamts für Verfassungsschutz und Terrorismusbekämpfung bislang im Einsatz.
Im Rahmen des Polizeieinsatzes beim Anschlag in München im Juli 2016 waren zur Unterstützung der deutschen Bundes- und bayerischen Landespolizeikräfte auch 42 österreichische Beamte des EKO Cobra direkt in München im Einsatz.
Von 2017 bis 2021 wurde der Atlas-Verbund, welcher von mehreren europäischen Spezialeinheiten, inklusive des EKO Cobra, gegründet wurde, von Cobra-Kommandant Bernhard Treibenreif geleitet. Neben dem Ausbau weiterer Ausbildungs- und Übungszentren wurde auch ein Atlas-Unterstützungsbüro bei Europol in Den Haag gegründet. Am 1. Juli 2021 wurde der Vorsitz planmäßig an Stefan Hamran übergeben, Kommandant der slowakischen Spezialeinheit Lynx.
Ab dem 30. Juni 2017 unterstützten 200 österreichische Polizisten, darunter 20 Cobra-Beamte, die deutsche Polizei im Rahmen des G20-Gipfels in Hamburg.

## Rekrutierung und Ausbildung

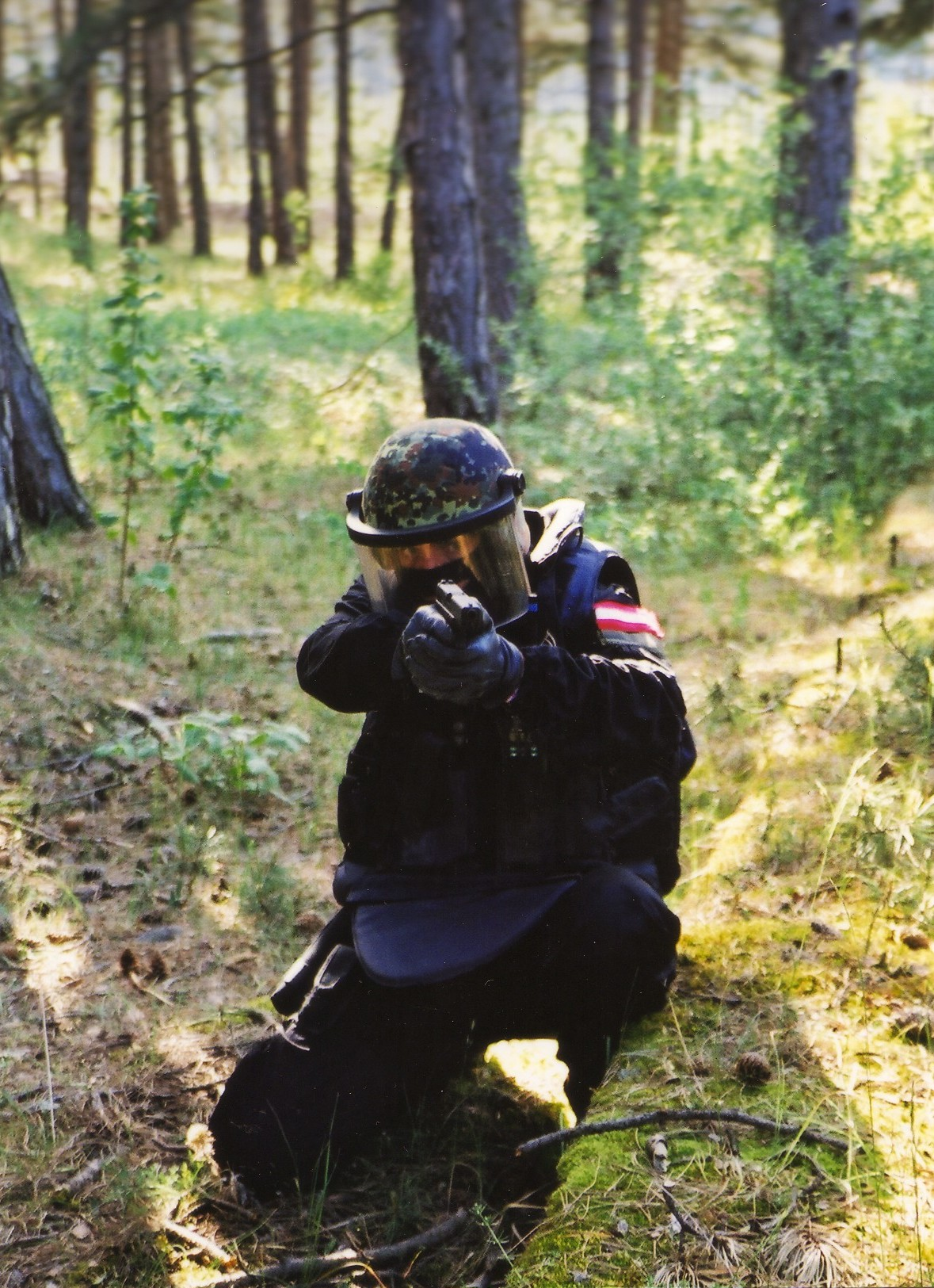
Zielübung während einer Einsatzübung

Die Mitglieder des EKO Cobra werden nicht von der Sondereinheit selbst rekrutiert, sondern müssen sich bei dieser für eine Aufnahme bewerben. Prinzipiell steht eine Bewerbung jedem Polizeibeamten der österreichischen Bundespolizei frei, unabhängig von Geschlecht oder Alter der Bewerber. Nach einer ersten Aussonderung anhand der Bewerbungsunterlagen erfolgen für die restlichen Bewerber eine Reihe von medizinischen, psychologischen und sportmotorischen Tests. Nur wer diese Eignungsprüfungen besteht, wird zur Ausbildung zugelassen.
Seit 2005 gibt es ein neues, verschärftes Auswahlverfahren bei der Eliteeinheit. Die Kandidaten müssen unter anderem vier KO-Prüfungen bestehen. Das Versagen bei einer dieser Übungen bedeutet den Ausschluss vom Auswahlverfahren. Die Kandidaten müssen ein drei Meter langes Seil erklimmen, ohne ihre Beine zu Hilfe zu nehmen. Die zweite Übung ist der sogenannte Bauchaufzug. Dabei muss der Anwärter in der Sprossenwand hängend einen Medizinball über seinem Kopf mit den Füßen berühren. Bei der dritten Übung muss die Differenz vom dritten bis zum fünften Stock beim Kletterturm nur mithilfe einer schmalen Stahlstrickleiter innerhalb von fünf Minuten überwunden werden. Zuletzt müssen die Kandidaten noch eine Schwimmbadlänge mit gefesselten Händen zurücklegen.
Nach dem bestandenen Auswahlverfahren werden die Eignungsanwärter zur Grundausbildung für einen sechsmonatigen Kurs in die Ausbildungs- und Einsatzzentrale in Wiener Neustadt geholt. In dieser Ausbildung enthalten sind Kurse in taktischem Vorgehen, Schießausbildung, Sport, Fahrtechnik-Kurse, sowie weitere Kurse in Seiltechnik, Nahkampf und andere Fächer.
Zusätzlich dazu können sich die angehenden Beamten des EKO Cobra noch in einer Spezialfertigkeit ausbilden lassen. Dazu zählen unter anderem Fallschirmspringen, Tauchen, Sprengtechnik sowie die Ausbildung zum Präzisionsschützen.
Seit der offiziellen Einführung der Cobra im Jahr 1978 wurden mehr als 1140 Polizeibeamte dieser Spezialausbildung unterzogen und damit zum Mitglied der Sondereinheit. Bislang haben erst drei Frauen die Aufnahme in die Einheit geschafft. Im Frühjahr 2011 wurde deshalb eine Initiative hinsichtlich der verstärkten Aufnahme weiblicher Mitglieder gestartet.

## Ausrüstung

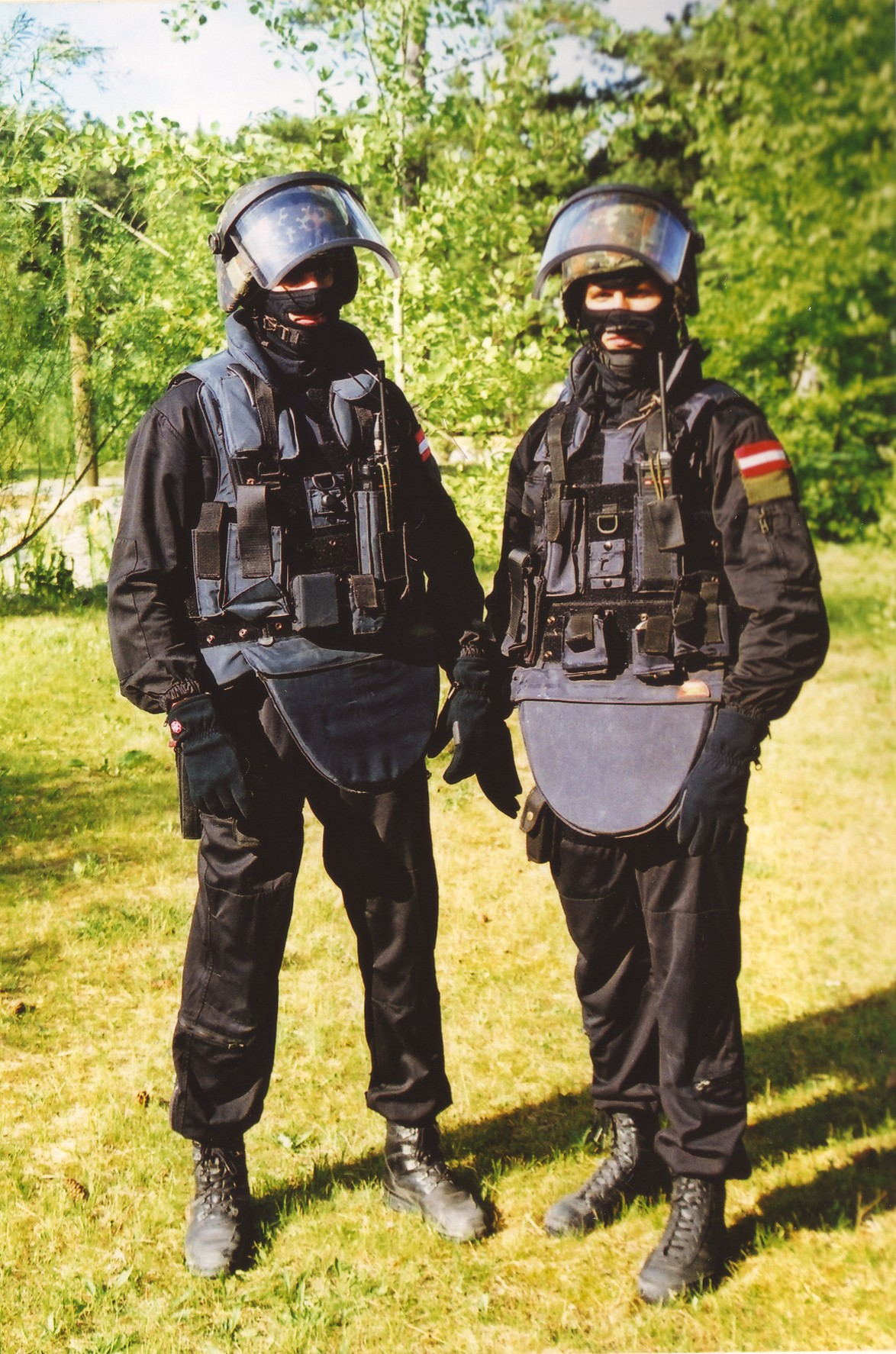
Historische Einsatzbekleidung des EKO Cobra

### Uniformierung und Dienstgradabzeichen
Als einziger Gruppe ist es den Angehörigen des EKO Cobra erlaubt, zur Repräsentationsuniform das Barett zu tragen. Dieses weinrote Barett zeichnet gleichzeitig die fertig ausgebildeten Mitglieder des Einsatzkommandos aus und wird nach dem erfolgreichen Bestehen aller Aufnahmeprüfungen feierlich verliehen. Als Korpsabzeichen fungiert anstatt des Bundeswappens das Wappen des EKO Cobra, das am linken Ärmel angebracht ist. Die historischen Dienstgradabzeichen, die bis 31. Dezember 2007 verwendet werden durften, entsprachen der ehemaligen Bundesgendarmerie, allerdings war die Stofffarbe schwarz und die Litzen befanden sich auf schwarzem Grund. Bemerkenswert ist, dass zu Zeiten des Gendarmerieeinsatzkommandos die Beamten der Einheit Dienstgradabzeichen des österreichischen Bundesheeres verwendeten.
In der Regel tragen die Beamten des EKO Cobra im Einsatz anthrazitfarbene oder schwarze Einsatzoveralls sowie Lederhandschuhe und Einsatzstiefel. Bei der Versehung von öffentlichen Diensten wird dazu ebenso wie zur Repräsentationsuniform das weinrote Barett getragen. Während Gefahreneinsätzen wird diese Kopfbedeckung in der Regel durch eine Sturmhaube sowie einen Schutzhelm ersetzt.

### Ausrüstungsgegenstände
Im Einsatz tragen die Beamten des Einsatzkommandos meistens neben ihrer Bewaffnung noch eine Vielzahl an Schutzkleidung am Körper. Dazu zählen unter anderem schwere beschusshemmende Westen aus Kevlar und Keramik, charakteristische Einsatzhelme im Tarnmuster sowie Arm-, Bein- und Rückenprotektoren.

### Bewaffnung

Standardprimärwaffe StG 77

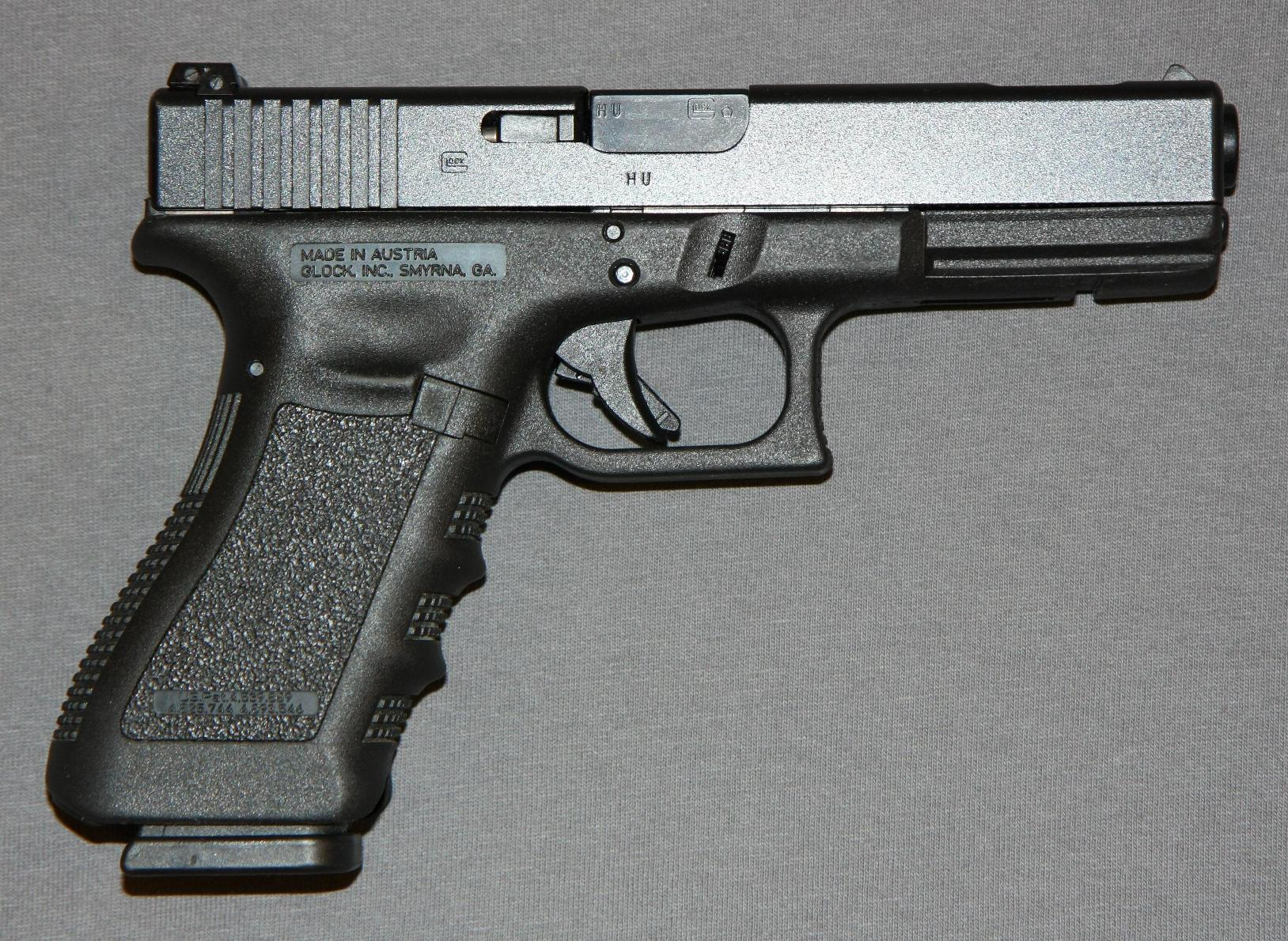
Standardsekundärwaffe Glock 17

Beim Einsatzkommando Cobra kommen heute je nach Situation unterschiedliche Primärwaffen zum Einsatz, meistens handelt es sich dabei jedoch um das Sturmgewehr 77 (StG 77, auch Steyr AUG), das auch beim österreichischen Bundesheer verwendet wird. Varianten der MP5 und die MP7 werden ebenso verwendet. Scharfschützen benutzen die Scharfschützengewehre Steyr SSG 69 oder Steyr Elite als Präzisionslangwaffen, außerdem können Gewehre vom Typ PGM Hécate II im Kaliber .50 BMG verwendet werden. In geringen Stückzahlen ist das EKO Cobra noch ausgerüstet mit Waffen vom Typ Blaser R93 Tactical-Präzisionsschützengewehren und Steyr CISM im Kaliber .308 Winchester. Seit Jänner 2009 verfügen die Präzisionsschützen des EKO Cobra über das neue Steyr SSG 08 im Kal. .308. Das Steyr CISM sowie die noch am EKO-Cobra-Stützpunkt Wien verwendeten Steyr SSG 69 wurden somit abgelöst. Als Standardsekundärwaffe kommt üblicherweise die Pistole Glock 17 zum Einsatz. Bei Bedarf können die Beamten außerdem Tonfa-Schlagstöcke, Pfefferspray und Taser verwenden.
Früher wurden nur Waffen der österreichischen Bundesgendarmerie verwendet. Als Dienstpistole war die FN Browning HP im Einsatz. Ein Revolver vom Typ Manurhin MR 73 im Kaliber .357 wird auch heute noch selten zum Verschießen von Plastikmunition zu Übungszwecken verwendet. Zudem waren noch mehrere Typen des amerikanischen M1 Karabiners im Einsatz, sowie Varianten der Maschinenpistole Uzi aus belgischer Lizenzfertigung, die durch die Maschinenpistole Steyr MP 69 ersetzt wurde. Diese wurde wiederum von der MP Steyr TMP ersetzt, die heute bei Taucheinsätzen Verwendung findet. Schrotflinten vom Typ Remington 870, Remington 11-87 und Heckler & Koch HK 502 finden auch heute noch Verwendung, z. B. zum Öffnen von Türen oder zur Abwehr von Hunden.

### Fahrzeuge
Nach dem Terroranschlag auf die Redaktion von Charlie Hebdo in Paris im Jänner 2015 wurde unter der damaligen Innenministerin Johanna Mikl-Leitner ein Beschaffungspaket geschnürt, das neben neuen Waffen, Helmen und Splitterschutzwesten auch sechs gepanzerte Mannschaftstransportfahrzeuge des Typs PMV Survivor II von Franz Achleitner Fahrzeugbau und Reifenzentrum beinhaltet. Mit der Auslieferung wurde mit Ende des Jahres 2016 begonnen.